# 11 Pułk Ułanów (Księstwo Warszawskie)

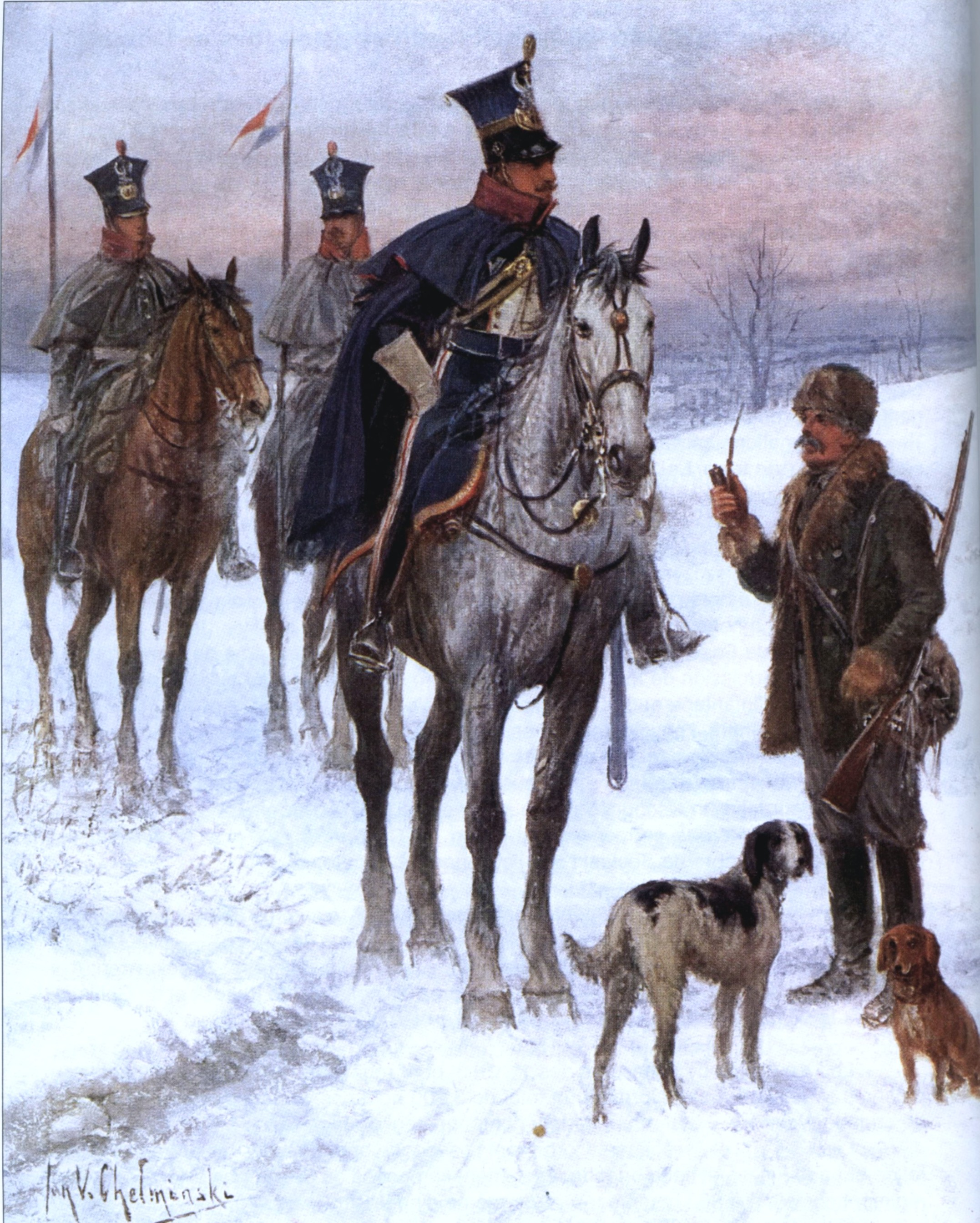
Ułani 11 pułk ułanów

11 Pułk Ułanów – oddział jazdy polskiej Armii Księstwa Warszawskiego. 
Sformowany pod koniec maja 1809 we Lwowie kosztem Adama Potockiego i innych. Pod koniec 1809 roku pułk liczył 899 żołnierzy.
Do 28 grudnia 1809 nazywany 4 Pułkiem Jazdy Galicyjsko-Francuskiej.

## Mundur
Od 1810 roku obowiązywała następująca barwa munduru: 
 Kołnierz karmazynowy z białą wypustką; rabaty karmazynowe.
 Lampasy karmazynowe.

## Kadra dowódcza
Dowódcy pułku:
- płk Adam Potocki (1 lipca 1809)
- płk Aleksander Oborski (18 stycznia 1813)
- mjr Kazimierz Tański

Oficerowie:
- Aleksander Fredro (do roku 1812)

## Walki pułku
Pułk brał udział w walkach w czasie inwazji na Rosję 1812 roku<
Bitwy i potyczki:
- Mir (10 lipca 1812),
- Możajsk (7 września 1812).